# Tatocnemis micromalgassica
Tatocnemis micromalgassica är en trollsländeart som beskrevs av Aguesse 1968. Tatocnemis micromalgassica ingår i släktet Tatocnemis och familjen Megapodagrionidae. Inga underarter finns listade i Catalogue of Life.